# One Piece: Gear Spirit
One Piece: Gear Spirit, pubblicato in Giappone semplicemente come Gear Spirit (ギアスピリット?, Gia Supiritto), è un videogioco picchiaduro per Nintendo DS basato sul manga e anime One Piece. Il gioco non ha una trama specifica. Sotto questo aspetto è simile ai giochi della serie di Super Smash Bros.. Il gioco è stato pubblicato solamente in Giappone e in Corea e non è prevista una data per l'occidente.

## Modalità di gioco
Il gioco ha due modalità principali, una modalità storia e una modalità sfida. Nella modalità storia, il giocatore sceglie uno dei tanti personaggi disponibili e affronta una serie di scenari in successione, nei quali affronta personaggi scelti casualmente dal computer. Solo due scenari della modalità storia sono contraddistinti dalla scritta Event: in questi scenari particolari il giocatore affronta dei personaggi predestinati, rivali del personaggio che viene usato dal giocatore. Per esempio, se il giocatore utilizza Barbanera, dovrà affrontare Ace. La modalità sfida invece consente di effettuare degli incontri liberi con il computer o contro degli amici. Le impostazioni del gioco, come la durata degli scontri, vengono cambiate dal menù delle opzioni. Ciascun personaggio possiede una sua taglia, che aumenta col passare degli incontri.
I tasti direzionali vengono usati per muoversi, il tasto B viene utilizzato per saltare e il tasto A per difendersi. Il tasto Y serve ad effettuare gli attacchi standard, mentre il tasto X, con la combinazione dei tasti direzionali, serve ad utilizzare le mosse speciali. Ogni personaggio ha quattro mosse speciali, ognuna per ogni direzione. Lo schermo superiore mostra l'azione di gioco, mentre il touch screen mostra delle carte, che se toccate vengono usate come potenziamenti per il personaggio. Le carte raffigurano personaggi minori della serie, e ciascuna ha un effetto diverso. Le carte raffiguranti il personaggio in uso servono ad effettuare delle potentissime mosse speciali. Ogni personaggio possiede tre set di carte che possono essere modificati a piacimento dal giocatore. Le carte vengono collezionate dopo ogni incontro, e possono essere consultate in seguito tramite una lista dettagliata.

## Personaggi
- Monkey D. Rufy
- Roronoa Zoro
- Nami
- Usop
- Sanji
- TonyTony Chopper
- Nico Robin
- Franky
- Shanks il rosso
- Dracule Mihawk
- Aokiji
- Rob Lucci
- Kaku
- Smoker
- Nefertari Bibi
- Crocodile
- Ener
- Brook
- Portuguese D. Ace
- Barbanera

## Scenari
- Rogue Town
- Rovine di Alabasta
- Treno del mare Rocket Man
- Cortile di Enies Lobby
- Torre della Giustizia di Enies Lobby
- Skypiea
- Thousand Sunny
- Isola Banaro

## Accoglienza
Al momento dell'uscita, i quattro recensori della rivista Famitsū hanno dato un punteggio di 24/40.